# Strongylophthalmyia trifasciata
Strongylophthalmyia trifasciata är en tvåvingeart som beskrevs av Willi Hennig 1940. Strongylophthalmyia trifasciata ingår i släktet Strongylophthalmyia och familjen långbensflugor.
Artens utbredningsområde är Taiwan. Inga underarter finns listade i Catalogue of Life.